# Discografia de Pato Fu
A Discografia de Pato Fu, uma banda de pop rock brasileira, inclui onze álbuns de estúdio, duas compilações e dois álbuns ao vivo. Ao lado de bandas como Radiohead, U2 e Portishead, foi considerada pela revista Time uma das dez melhores bandas do mundo fora dos Estados Unidos. Entre as músicas que a banda gravou mais famosas estão "Sobre o Tempo", "Antes que Seja Tarde", "Depois", "Perdendo Dentes", "Made in Japan" e "Ando Meio Desligado". 

## Álbuns

### Álbuns de estúdio
| Álbum                       | Detalhes                                                                                     | Vendas      | Certificações |
| --------------------------- | -------------------------------------------------------------------------------------------- | ----------- | ------------- |
| Rotomusic de Liquidificapum | - Lançamento: 27 de novembro de 1993 - Formatos: LP, CD, cassete - Gravadora: Cogumelo       | - : 50.000  |               |
| Gol de Quem?                | - Lançamento: 27 de novembro de 1995 - Formatos: LP, CD, cassete - Gravadora: BMG            | - : 50.000  |               |
| Tem mas Acabou              | - Lançamento: 7 de dezembro de 1996 - Formatos: CD, cassete - Gravadora: BMG                 | - : 50.000  |               |
| Televisão de Cachorro       | - Lançamento: 14 de abril de 1998 - Formatos: CD, cassete - Gravadora: BMG                   | - : 100.000 | - PMB: Ouro   |
| Isopor                      | - Lançamento: 10 de outubro de 1999 - Formatos: CD, cassete - Gravadora: BMG                 | - : 160.000 | - PMB: Ouro   |
| Ruído Rosa                  | - Lançamento: 8 de março de 2001 - Formatos: CD - Gravadora: BMG                             |             |               |
| Toda Cura para Todo Mal     | - Lançamento: 13 de maio de 2005 - Formatos: CD - Gravadora: Epic                            |             |               |
| Daqui Pro Futuro            | - Lançamento: 10 de agosto de 2007 - Formatos: CD, download digital - Gravadora: Rotomusic   |             |               |
| Música de Brinquedo         | - Lançamento: 20 de julho de 2010 - Formatos: CD, download digital - Gravadora: Rotomusic    | - : 40.000  | - PMB: Ouro   |
| Não Pare pra Pensar         | - Lançamento: 4 de novembro de 2014 - Formatos: CD, download digital - Gravadora: Rotomusic  |             |               |
| Música de Brinquedo 2       | - Lançamento: 1 de setembro de 2017 - Formatos: CD, download digital - Gravadora: Rotomusic  |             |               |
| 30                          | - Lançamento: 31 de março de 2023 - Formatos: plataforma de streaming - Gravadora: Rotomusic |             |               |

### Álbuns ao vivo
| Álbum                         | Detalhes |
| ----------------------------- | --- |
| MTV ao Vivo                   | - Lançamento: 7 de agosto de 2002 - Formatos: CD - Gravadora: BMG                                                |
| Música de Brinquedo Ao Vivo   | - Lançamento: 22 de setembro de 2011 - Formatos: CD, download digital - Gravadora: Rotomusic                     |
| Música de Brinquedo 2 Ao Vivo | - Lançamento: 11 de outubro de 2019 - Formatos: DVD, plataforma de streaming - Gravadora: Deck                   |
| Rotorquestra de Liquidificafu | - Lançamento: 21 de outubro de 2024 - Formatos: Download digital, plataforma de streaming - Gravadora: Rotomusic |

### Coletâneas
| Álbum                           | Detalhes                                           |
| ------------------------------- | -------------------------------------------------- |
| Focus - O Essencial de Pato Fu  | - Lançamento: 1999 - Formatos: CD - Gravadora: BMG |
| RCA 100 Anos de Música: Pato Fu | - Lançamento: 2001 - Formatos: CD - Gravadora: RCA |
| Maxximum                        | - Lançamento: 2006 - Formatos: CD - Gravadora: BMG |

### Álbuns de vídeo
| Álbum                         | Detalhes                                                                    |
| ----------------------------- | --------------------------------------------------------------------------- |
| MTV ao Vivo                   | - Lançamento: 7 de agosto de 2002 - Formatos: DVD - Gravadora: BMG          |
| Pato Fu Video Clipes          | - Lançamento: 8 de março de 2004 - Formatos: DVD - Gravadora: BMG           |
| Toda Cura para Todo Mal       | - Lançamento: 12 de janeiro de 2007 - Formatos: DVD - Gravadora: BMG        |
| Extra! Extra!                 | - Lançamento: 7 de julho de 2009 - Formatos: DVD - Gravadora: BMG           |
| Música de Brinquedo Ao Vivo   | - Lançamento: 22 de setembro de 2011 - Formatos: DVD - Gravadora: Rotomusic |
| Música de Brinquedo 2 Ao Vivo | - Lançamento: 11 de outubro de 2019 - Fromatos: DVD - Gravadora: Deck       |

## Singles
| Título                                        | Ano  | Álbum                       |
| --------------------------------------------- | ---- | --------------------------- |
| "Rotomusic de Liquidificapum"                 | 1993 | Rotomusic de Liquidificapum |
| "O Processo de Criação Vai de 10 Até 100 Mil" | 1994 | Rotomusic de Liquidificapum |
| "Meu Pai, Meu Irmão"                          | 1994 | Rotomusic de Liquidificapum |
| "Sobre o Tempo"                               | 1995 | Gol de Quem?                |
| "Mamãe Ama É o Meu Revolver"                  | 1996 | Gol de Quem?                |
| "Qualquer Bobagem"                            | 1996 | Gol de Quem?                |
| "Pinga"                                       | 1996 | Tem mas Acabou              |
| "Água"                                        | 1997 | Tem mas Acabou              |
| "O Peso das Coisas"                           | 1997 | Tem mas Acabou              |
| "Antes que Seja Tarde"                        | 1998 | Televisão de Cachorro       |
| "Eu Sei"                                      | 1998 | Televisão de Cachorro       |
| "Depois"                                      | 1999 | Televisão de Cachorro       |
| "Canção pra Você Viver Mais"                  | 1999 | Televisão de Cachorro       |
| "Made in Japan"                               | 1999 | Isopor                      |
| "Imperfeito"                                  | 2000 | Isopor                      |
| "Perdendo Dentes"                             | 2000 | Isopor                      |
| "Ando Meio Desligado"                         | 2001 | Ruído Rosa                  |
| "Eu"                                          | 2001 | Ruído Rosa                  |
| "Menti pra Você, Mas Foi Sem Querer"          | 2001 | Ruído Rosa                  |
| "Tribunal de Causas Realmente Pequenas"       | 2002 | Ruído Rosa                  |
| "Por Perto"                                   | 2002 | MTV ao Vivo                 |
| "Não Mais"                                    | 2003 | MTV ao Vivo                 |
| "Anormal"                                     | 2005 | Toda Cura para Todo Mal     |
| "Uh Uh Uh, La La La, Ié Ié!"                  | 2005 | Toda Cura para Todo Mal     |
| "Sorte e Azar"                                | 2005 | Toda Cura para Todo Mal     |
| "Vida Diet"                                   | 2006 | Toda Cura para Todo Mal     |
| "Agridoce"                                    | 2006 | Toda Cura para Todo Mal     |
| "Cities in Dust"                              | 2007 | Daqui Pro Futuro            |
| "30.000 Pés"                                  | 2007 | Daqui Pro Futuro            |
| "Nada Original"                               | 2008 | Daqui Pro Futuro            |
| "Tudo Vai Ficar Bem"                          | 2008 | Daqui Pro Futuro            |
| "Cego para as Cores"                          | 2014 | Não Pare pra Pensar         |
| "You Have to Outgrow Rock 'n Roll"            | 2015 | Não Pare pra Pensar         |
| "Eu Era Feliz"                                | 2015 | Não Pare pra Pensar         |
| "No Silêncio"                                 | 2022 | 30                          |
| "Curral Mal-Assombrado"                       | 2022 | 30                          |
| "A Besta"                                     | 2022 | 30                          |
| "Silenciador"                                 | 2023 | 30                          |
| "Regresso"                                    | 2023 | 30                          |
| "Fique Onde Eu Possa Te Ver"                  | 2023 | 30                          |
| "Diga Sim"                                    | 2023 | 30                          |
| "Dias Incertos"                               | 2023 | 30                          |
| "Amo Só Você (Io Che Amo Solo Te)"            | 2023 | 30                          |

## EPs
- "Pato Fu Ilumina Sonastério" (2023)
- "Natal de Brinquedo" (2023)

## Outras aparições
| Título                              | Ano  | Outro(s) artista(s)                                | Álbum                                     |
| ----------------------------------- | ---- | -------------------------------------------------- | ----------------------------------------- |
| "Hino Nacional do Pato Fu"          | 1996 | —                                                  | Don't TUG Me Up At 9:PM                   |
| "Quem Tem Medo de Brincar de Amor"  | 1996 | —                                                  | O Triângulo Sem Bermudas - Mutantes       |
| "Vida de Operário"                  | 1997 | —                                                  | O Canto da Cidadania                      |
| "Rapaz Eu Vi"                       | 1997 | Karnak                                             | Universo Umbigo                           |
| "Cartão de Natal 98"                | 1998 | Jota Quest, Ivete Sangalo, É o Tchan! e Fat Family | 14 Hits da Pan                            |
| "Porque Te Vás"                     | 1999 | —                                                  | Rock Eras En Español                      |
| "Ploquet Pluft Nhoque (Jaboticaba)" | 2001 | —                                                  | Sítio do Picapau Amarelo                  |
| "Coração Tranquilo"                 | 2002 | —                                                  | Houve uma Vez Dois Verões                 |
| "O Relógio"                         | 2002 | —                                                  | Superfantástico                           |
| "Rondó do Capitão"                  | 2003 | —                                                  | Assim Assado: Tributo ao Secos & Molhados |
| "Emília"                            | 2005 | —                                                  | Sítio do Picapau Amarelo                  |
| "Birthday"                          | 2008 | —                                                  | O Triângulo Sem Bermudas - Mutantes       |
| "Uma Lágrima"                       | 2009 | —                                                  | Tributo a Odair José                      |